# Oost-Aziatisch kampioenschap voetbal 2022
Het Oost-Aziatisch voetbalkampioenschap 2022 was een voetbaltoernooi voor nationale landenteams in de regio Oost-Azië en werd georganiseerd door de Oost-Aziatische voetbalbond (EAFF). China zou het toernooi aanvankelijk organiseren. Op 19 april 2022 werd echter aangekondigd dat het gastland gewijzigd was en dat het toernooi nu in Japan zal worden gehouden.
In tegenstelling tot de voorgaande toernooien vond er deze editie geen kwalificatietoernooi plaats. Om te bepalen welke landen zouden deelnemen werd gekeken naar de FIFA-wereldranglijst van 31 maart 2022. De hoogste vier landen mochten deelnemen. Noord-Korea wil niet deelnemen, waardoor de vrijgekomen plek naar Hongkong ging.
Japan werd kampioen.

## Eindstand
| Team       | WG | W | G | V | DV | DT | DS  | Ptn. |
| ---------- | -- | - | - | - | -- | -- | --- | ---- |
| Japan      | 3  | 2 | 1 | 0 | 9  | 0  | +9  | 7    |
| Zuid-Korea | 3  | 2 | 0 | 1 | 6  | 3  | +3  | 6    |
| China      | 3  | 1 | 1 | 1 | 1  | 3  | –2  | 4    |
| Hongkong   | 3  | 0 | 0 | 3 | 0  | 10 | –10 | 0    |

## Wedstrijden
|                                               |                                                  |         |          |                                                                                 |
| 19 juli 2022 «onderlinge duels» 18:20 (UTC+9) | Japan                                            | 6–0     | Hongkong | Kashimastadion, Kashima Toeschouwers: 4.980 Scheidsrechter: Hassan Akrami (IRN) |
| 19 juli 2022 «onderlinge duels» 18:20 (UTC+9) | Soma 2', 55' Machino 20', 57' Nishimura 22', 40' | Verslag |          | Kashimastadion, Kashima Toeschouwers: 4.980 Scheidsrechter: Hassan Akrami (IRN) |

|                                               |       |         |                                                             |                                                                                 |
| 20 juli 2022 «onderlinge duels» 20:00 (UTC+9) | China | 0–3     | Zuid-Korea                                                  | Toyotastadion, Toyota Toeschouwers: 200 Scheidsrechter: Akhrol Riskullaev (UZB) |
| 20 juli 2022 «onderlinge duels» 20:00 (UTC+9) |       | Verslag | 39' (e.d.) Zhu Chenjie 54' Kwon Chang-hoon 80' Cho Gue-sung | Toyotastadion, Toyota Toeschouwers: 200 Scheidsrechter: Akhrol Riskullaev (UZB) |

|                                               |                                       |         |          |                                                                                  |
| 24 juli 2022 «onderlinge duels» 16:00 (UTC+9) | Zuid-Korea                            | 3–0     | Hongkong | Toyotastadion, Toyota Toeschouwers: 4.335 Scheidsrechter: Nazmi Nasaruddin (MAS) |
| 24 juli 2022 «onderlinge duels» 16:00 (UTC+9) | Kang Seong-jin 17', 86' Hong Chul 74' | Verslag |          | Toyotastadion, Toyota Toeschouwers: 4.335 Scheidsrechter: Nazmi Nasaruddin (MAS) |

|                                               |         |     |       |                                                                                      |
| 24 juli 2022 «onderlinge duels» 19:20 (UTC+9) | China   | 0–0 | Japan | Toyotastadion, Toyota Toeschouwers: 10.526 Scheidsrechter: Nivon Robesh Gamini (SRI) |
| 24 juli 2022 «onderlinge duels» 19:20 (UTC+9) | Verslag |     |       | Toyotastadion, Toyota Toeschouwers: 10.526 Scheidsrechter: Nivon Robesh Gamini (SRI) |

|                                               |              |         |          |                                                                                     |
| 27 juli 2022 «onderlinge duels» 19:20 (UTC+9) | China        | 1–0     | Hongkong | Toyotastadion, Toyota Toeschouwers: 4.220 Scheidsrechter: Mongkolchai Pechsri (THA) |
| 27 juli 2022 «onderlinge duels» 19:20 (UTC+9) | Tan Long 67' | Verslag |          | Toyotastadion, Toyota Toeschouwers: 4.220 Scheidsrechter: Mongkolchai Pechsri (THA) |

|                                               |                                 |         |            |                                                                                    |
| 27 juli 2022 «onderlinge duels» 18:20 (UTC+9) | Japan                           | 3–0     | Zuid-Korea | Toyotastadion, Toyota Toeschouwers: 14.117 Scheidsrechter: Akhrol Riskullaev (UZB) |
| 27 juli 2022 «onderlinge duels» 18:20 (UTC+9) | Soma 49' Sasaki 64' Machino 72' | Verslag |            | Toyotastadion, Toyota Toeschouwers: 14.117 Scheidsrechter: Akhrol Riskullaev (UZB) |